# Anvari
Awhad ad-Din 'Ali ibn Mohammad Khavarani (în persană: اوحد الدین علی ابن محد انوری‎), cunoscut în Europa sub numele latinizat de Anvari, a fost un poet persan.
S-a născut la Abivard (azi în Turkmenistan) în 1126 și a murit la Balkh, (azi in Afghanistan) în 1191. A studiat și literatura la Toon (azi Ferdows, Iran), devenind ulterior un faimos astronom și poet.
Poemele sale au fost adunate într-un volum, și conțin elegii, satire și alte genuri literare. Elegia „Lacrimile Khorasanului” a fost tradusă în 1789, fiind considerată unul dintre cele mai frumoase poeme din literatura persană. În ciuda frumuseții lor, poemele sale necesită mult ajutor pentru interpretare, fiind adeseori complexe și dificil de înțeles.
Elegia lui Anvari în onoarea sultanului Sanjar (1117–1157), conducătorul Khorasanului, i-a adus acestuia favoruri și beneficii de la succesorii sultanului.

## Biografie
Anvari s-a născut în provincia Khawaran la începutul secolului al XII-lea. El s-a bucurat de protecția sultanului Sanjar, pe care l-a însoțit inclusiv pe câmpul de luptă. În timp ce sultanul asedia fortăreața Hazarasp, a avut loc un aprig conflict poetic între Anvari și rivalul său Rashidi. Puterile sale literare sunt considerabile, după cum observă în celebra sa tragedie despre daunele provocate de membrii tribului Ghuzz în Khorasan.
El a fost interesat și de astrologie și este considerat superior contemporanilor săi în logică, muzică, teologie, matematică și toate celelalte preocupări intelectuale.
Conflictele cu rivalii l-au făcut pe Anvari să renunțe să scrie elegii. Fără îndoială satirele sale i-au creat mulți inamici. Stilul și limbajul său este obscur, Dawlatshah considerând că este nevoie de comentariu pentru a înțelege opera sa.
Anvari a murit la Balkh spre sfârșitul secolului al XII-lea, cea mai importantă operă a sa fiind colecția de poeme Diwan, formată dintr-o serie de lungi poeme și un număr de opere lirice mai simple. Poeziile sale se caracterizează prin fantezie, măiestrie retorică și eleganță stilistică. Astfel, scrierea Dīwān conține poeme de mare întindere, dar și poezii mai scurte, care se referă la evenimente petrecute în timpul vieții sale. Cel mai lung dintre acestea este Lacrimile Khorasanului, tradusă mai târziu în engleză de Captain Kirkpatrick.